# Biblioteca del Colegio Máximo de San Miguel

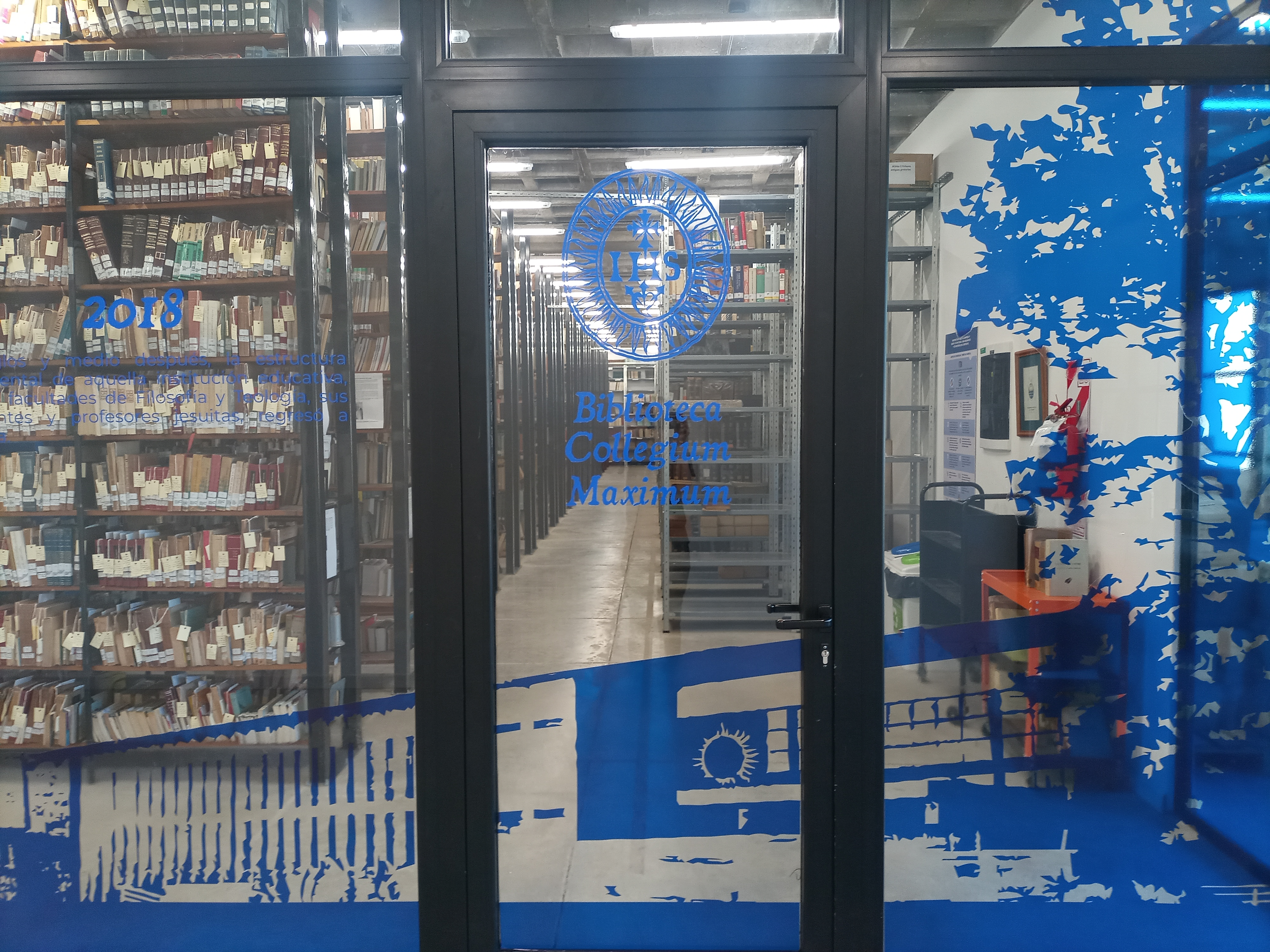
Sistema de Bibliotecas. Universidad Católica de Córdoba. Biblioteca del Colegio Máximo de San Miguel. Universidad Católica de Córdoba. Sistema de Bibliotecas. Archivo Fotográfico de la Universidad Católica de Córdoba, Córdoba, Argentina

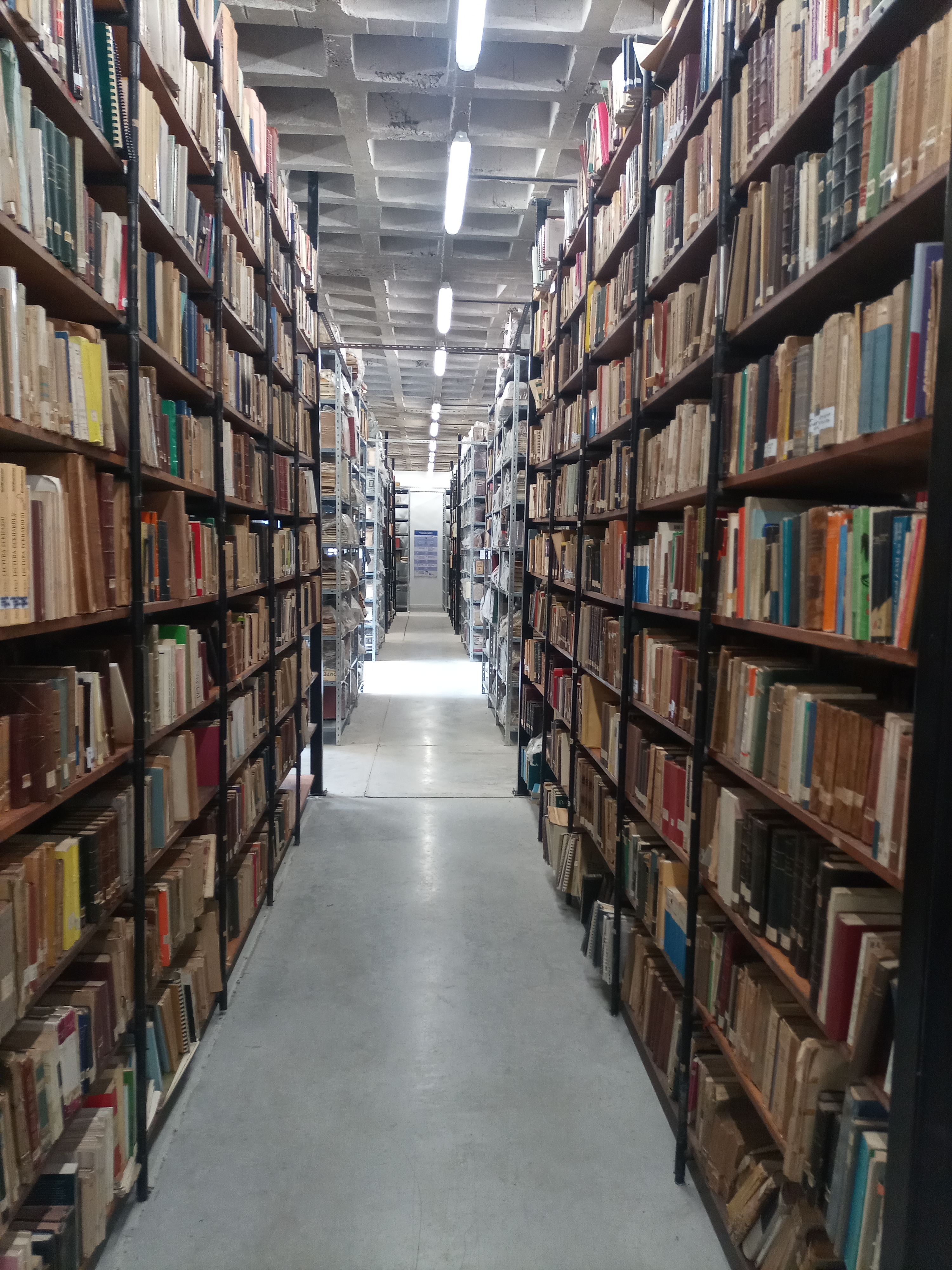
Sistema de Bibliotecas. Universidad Católica de Córdoba. Biblioteca del Colegio Máximo de San Miguel. Estanterías con libros. Universidad Católica de Córdoba. Sistema de Bibliotecas. Archivo Fotográfico de la Universidad Católica de Córdoba, Córdoba, Argentina

La Biblioteca del Colegio Máximo de la Compañía de Jesús (BCMCJ)  o también conocida como Biblioteca del Colegio Máximo de San Miguel (BCMax) es la biblioteca de la institución de educación superior Colegio Máximo de San José que funcionó en San Miguel, Buenos Aires entre 1931 y 2017 regentada por la Compañía de Jesús. En 2017 se trasladó a Córdoba junto a sus Facultades de Filosofía y Teología e integró la actual estructura del Sistema de Bibliotecas de la Universidad Católica de Córdoba. Se fundó sobre la base del Collegium Maximum de Córdoba creado por los jesuitas en 1610, para la formación de los futuros sacerdotes de la orden, hasta su expulsión por resolución del rey Carlos III de España en 1767, regresando a Córdoba tras 250 años.

## Historia

### Reseña histórica del Colegio Máximo

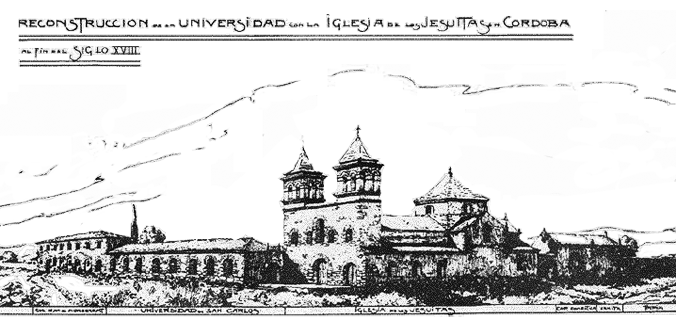
El Colegio Máximo en Córdoba. Reconstrucción de la universidad con la Iglesia de los jesuitas en Córdoba al final del siglo XVIII

El Collegium Maximum de Córdoba fue creado por los jesuitas en 1610, para la formación de los futuros sacerdotes de la orden. Este establecimiento fue la base de lo que hoy es la Universidad Nacional de Córdoba. El Breve apostólico del papa Gregorio XV, de 1621, le otorgó al Colegio Máximo la facultad de conceder títulos de grado en teología y filosofía. Los jesuitas estuvieron a cargo de la universidad hasta 1767, cuando fueron expulsados por resolución del rey Carlos III de España, y así, la dirección de la casa pasó a manos de los franciscanos. En 1836 el entonces gobernador de Buenos Aires, Juan Manuel de Rosas, restableció la Compañía de Jesús en este territorio, pero las instalaciones del Colegio Máximo cordobés ya no pertenecían a la orden. Además, en 1843, el propio Rosas volvió sobre sus pasos y, como algunos jesuitas denunciaban los excesos de su poder, los volvió a expulsar.
Sin el Colegio Máximo, la formación de los religiosos se circunscribió al Seminario de la Arquidiócesis de Buenos Aires, en Villa Devoto, mientras que el noviciado se instaló en la ciudad de Córdoba.
En 1920, los jesuitas adquirieron campos en la localidad de San Miguel, en la provincia de Buenos Aires, y comenzaron la construcción de lo que en 1931 se inaugura como el Colegio Máximo de San José, casa de formación de alcance regional, con las facultades de Filosofía y de Teología, y con estudiantes religiosos argentinos, chilenos, uruguayos y paraguayos. 

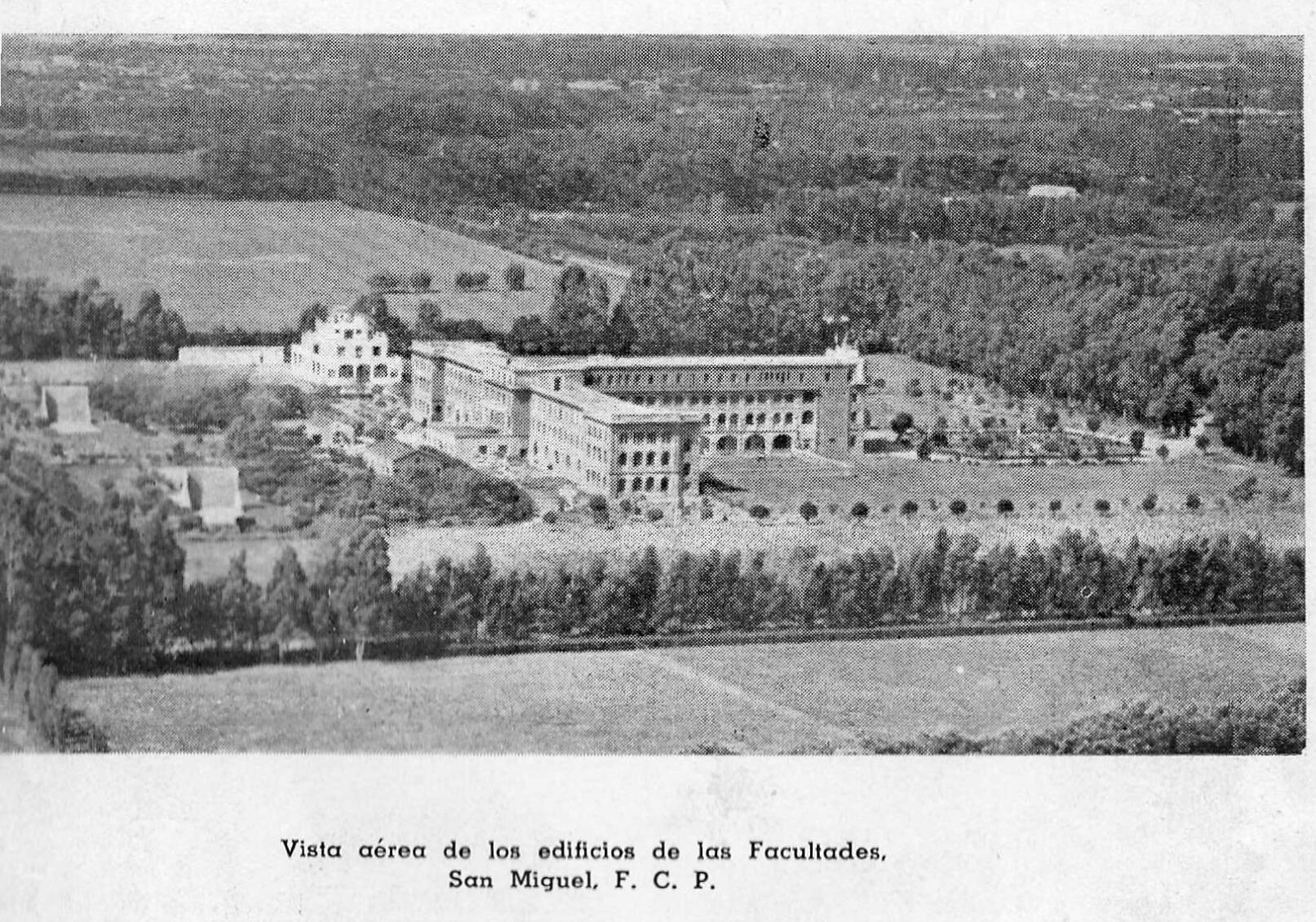
Colegio Máximo de San José. Vista aérea de los edificios de las Facultades, San Miguel (1941). Fascículos de la biblioteca, 5(9),17. Universidad Católica de Córdoba. Sistema de Bibliotecas. Archivo Fotográfico de la Universidad Católica de Córdoba, Córdoba, Argentina

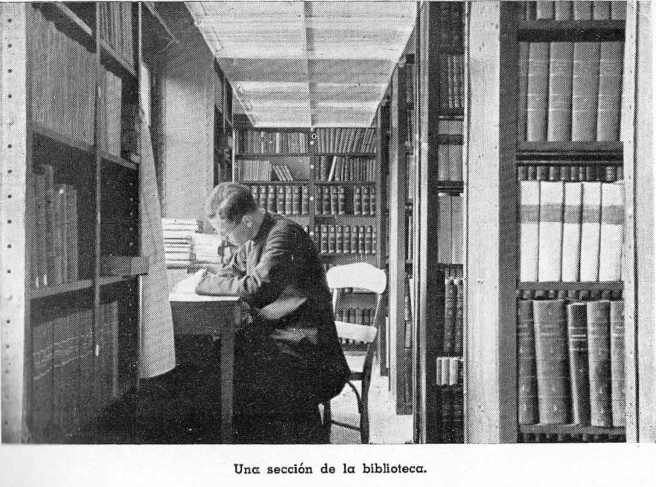
Una sección de la biblioteca. Colegio Máximo de San José en San Miguel (1941). Fascículos de la biblioteca, 5(9),19. Universidad Católica de Córdoba. Sistema de Bibliotecas. Archivo Fotográfico de la Universidad Católica de Córdoba, Córdoba, Argentina

A partir de 1967, las facultades de Filosofía y de Teología de San Miguel se integraron a la Universidad del Salvador y, de esta manera, sus títulos tuvieron, además del eclesiástico, un valor civil y nacional.
En 1975 la Compañía de Jesús dejó la Universidad del Salvador. Sin embargo, las facultades de Filosofía y de Teología de San Miguel, por especial convenio con las nuevas autoridades de la universidad, siguieron integrándose y otorgando títulos con valor civil.
El Colegio Máximo de San José funcionó en San Miguel hasta 2017, cuando regresó a Córdoba con las dos facultades eclesiásticas, ahora también abiertas a alumnos “civiles”, y con su biblioteca histórica especializada, la Biblioteca del Colegio Máximo de la Compañía de Jesús, hoy llamada Biblioteca Colegio Máximo de San Miguel.

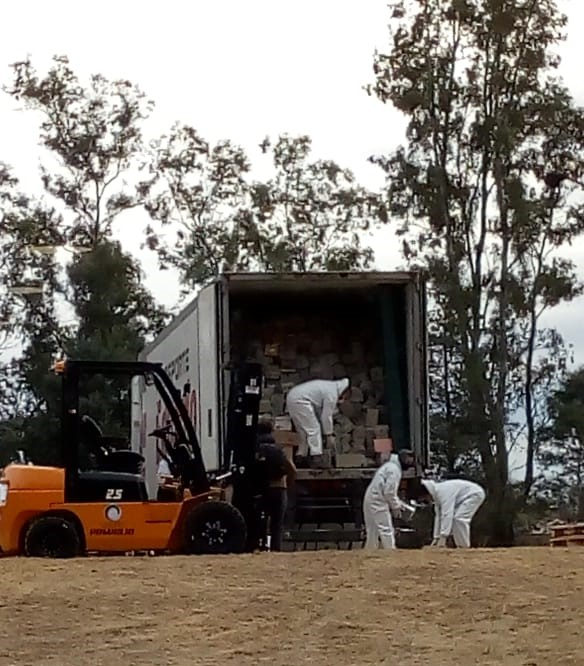
Martín, S. G. (2020, 18 de agosto). Recepción de camión con libros trasladados de la BCMCJ, actualmente BCMax, al UCCb, en pandemia. Universidad Católica de Córdoba. Sistema de Bibliotecas. Archivo Fotográfico de la Universidad Católica de Córdoba, Córdoba, Argentina

## La Biblioteca Colegio Máximo de San Miguel (BCMax)
Ubicada en la Biblioteca Jean Sonet, del Sistema de Bibliotecas de la Universidad Católica de Córdoba, alberga fondos antiguos y modernos de gran interés. Una parte de la colección se encuentra ubicada también en la Biblioteca Dr. Gustavo Ortiz.
La Biblioteca Colegio Máximo de San Miguel, alberga material perteneciente a la Biblioteca del Colegio Máximo de San Miguel (Buenos Aires), trasladada a Córdoba en 2017, tras 250 años, luego de la expulsión de los jesuitas en 1767.
A lo largo de su historia, la Compañía de Jesús ha reunido una importante colección, de gran valor patrimonial, bibliográfico y documental, siendo una de las más importantes en su género de América Latina. En Archivo Histórico Digital de la Conabip se detecta documentación digitalizada que indica que funcionaba en sus inicios como Biblioteca Popular Pública San José. La colección posee más de 300 000 volúmenes, incluye libros y revistas, tanto antiguos, desde el siglo XIX, como contemporáneos. La colección antigüedades, anteriores al siglo XVIII, permanece en el Fondo Antiguo de la Compañía de Jesús (Buenos Aires). 

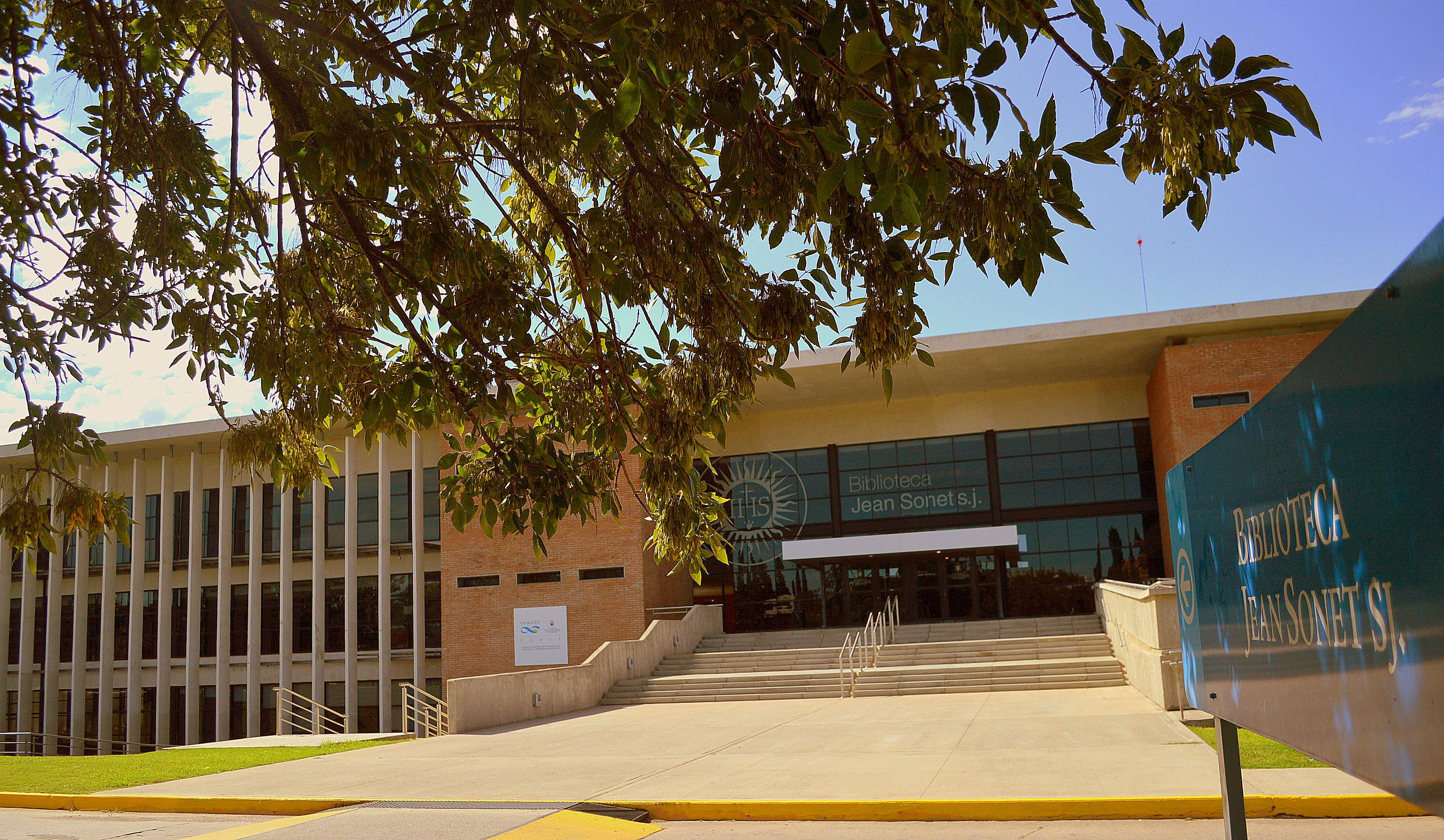
Fernández, Mariana (2016). Fachada exterior de ingreso a la Biblioteca Jean Sonet sj. Universidad Católica de Córdoba. Sistema de Bibliotecas. Archivo Fotográfico de la Universidad Católica de Córdoba, Córdoba, Argentina

El objetivo de la biblioteca es difundir el acceso a esta colección y ser referentes en apoyar la enseñanza y el fomento de la investigación en el campo de los estudios jesuitas.
A partir del año 2018 la Biblioteca se comenzó a catalogar. Actualmente, su contenido parcial puede ser consultado, a medida que se ingresa, en el catálogo del Sistema de Bibliotecas de la Universidad Católica de Córdoba: Libros y Revistas.

## Colecciones

### Colección general
La revista Signos Universitarios de la Universidad del Salvador (USAL), realiza una exhaustiva descripción de la colección y sus secciones en los artículos: Una significativa piedra fundamental. La biblioteca del Máximo: un tesoro para preservar (1980) y Una significativa piedra fundamental. Un nuevo edificio para la biblioteca (1980).
La BCMCJ está especializada en filosofía y ciencias humanas, teología y ciencias religiosas, literatura, historia, sociología y arte.
La colección general también incluye documentos de la colección personal del sacerdote Ignacio Pérez del Viso sj (1934-2019), quien fue profesor de Teología, de Historia de la Iglesia y de Doctrina Social de la Iglesia. Volcó su inquietud intelectual no solamente en la cátedra en el Colegio Máximo de San Miguel (donde era vicerrector de las facultades de Teología y de Filosofía, integradas en la Universidad del Salvador), sino en muchas publicaciones, como la revista del Centro de Investigación y Acción Social (CIAS) y las revistas Estudios y Stromata, de las que fue director, la revista Criterio, el portal Valores Religiosos, el diario La Nación, etc.
Además, se incorporaron algunos títulos de la biblioteca personal del sacerdote José María Cantó sj (1957- ), quien fue rector de las facultades de Filosofía y de Teología de San Miguel y decano de Teología; actualmente, es decano de la Facultad de Teología de la Universidad Católica de Córdoba.
Alberga también material con diferentes marcas y sellos de propiedad: 
-“Bibliotheca Domus Cordubensis S.J”. 
-“Collegium Maximum Patrum Soc Jesu”. 
- “Col. Max. Sti. Ioseph Soc. Iesu”. 
- “Collegii Salvatoris”. 
-"Instituto de Parapsicología. Sarandi 65. Bs. As.", con dedicatorias al sacerdote jesuita cordobés Enrique Novillo Paulí (1919-1989). 
-“Centro de Investigaciones Educativas. Biblioteca C.I.E. Zabala 2677”.
- "Centro de Investigación y Acción Social - CIAS. Biblioteca".
- "Observatorio de Física Cósmica - San Miguel, Bs. As., Argentina", perteneciente al Observatorio de Física Cósmica de San Miguel.
Por su lado, la colección de revistas constituye, por su cantidad, el fondo más importante en el país. Gracias a la calidad de sus títulos en filosofía y teología, es un instrumento obligado de consulta para quien, en Argentina y en todo el Cono Sur, se proponga un trabajo de investigación en estos campos.
La BCMCJ en San Miguel fue utilizada para la confección de la Bibliografía Teológica Comentada del Área Iberoamericana, publicada anualmente por el Instituto Superior Evangélico de Estudios Teológicos (ISEDET), entre los años 1975 y 1991, y para los ficheros bibliográficos de artículos filosóficos y teológicos de revistas latinoamericanas, que anualmente publica la revista Stromata, anteriormente titulada Ciencia y fe y en sus inicios, en 1937, Fascículos de la biblioteca. Ambos son instrumentos bibliográficos de trabajo científico y pastoral que sirven al conocimiento de la filosofía y teología latinoamericana a nivel internacional.

### Colección personalEnrique Eduardo Fabbri(1920-2015)
En marzo de 2020, se detecta en el material BCMax una colección identificada con la letra “F” en su topográfica. Corresponde a la colección personal del sacerdote jesuita Enrique Eduardo Fabbri. Su acervo bibliográfico es de aproximadamente 2000 libros y las temáticas principales son teología y política.
Enrique E. Fabbri fue sacerdote de la Compañía de Jesús y licenciado en Filosofía y en Teología por la Pontificia Universidad Gregoriana de Roma. Continuó sus estudios en Inglaterra, Suiza y Bélgica. Se especializó en antropología de la sexualidad, la pareja humana y la familia. Fue autor de numerosos libros y artículos y decano de la Facultad de Teología de la Universidad del Salvador y de la Facultad de Teología en el Colegio Máximo de San Miguel, además de desempeñarse como profesor. También fue director del Centro de Investigación y Acción Social (CIAS), continuando como miembro durante 30 años. Ha dado conferencias y cursos Argentina y fuera de él. También fue un asiduo colaborador de la revista Criterio.

### Colección personalAlberto Antonio Mondragón(1910-1993)
En marzo de 2020, se detecta en el material BCMax una colección identificada con la letra “M” en su signatura topográfica. Corresponde a la colección de la donación del historiador y periodista argentino Alberto Antonio Mondragón. Fue difusor del revisionismo histórico en Argentina y miembro del Instituto de Investigaciones Históricas Juan Manuel de Rosas, actual Instituto Nacional de Investigaciones Históricas Juan Manuel de Rosas. En 1959 dirigió la publicación periódica Revisión, órgano de difusión del Instituto de Investigaciones Históricas Juan Manuel de Rosas. Su acervo bibliográfico es de más de 1820 libros y su temática principal es historia y política argentina.

### Colección PersonalElena Francisca Poggi(191?-198?)
En marzo de 2020, se detecta en el material BCMax una colección identificada con la letra “P” en su signatura topográfica. Algunos ejemplares poseen el sello “Biblioteca Elena F. Poggi”. Corresponde a la colección personal de Elena Francisca Poggi, crítica de arte y ensayista argentina. Realizó textos para catálogos y críticas en periódicos. En 1958 escribió en El Nacional de Buenos Aires un artículo sobre Luis Seoane. Destacan sus libros: Momentos míos: poesías (1941), Miguel Diomede (1963) y Pintura argentina, 1775/1920 (1979). También pueden mencionarse entre sus obras: Viaje de Sulamita: Poemas (1957), Carta de Poggi a Seoane (1963), Solsticio de junio: poemas (1956), Poemas (1977), Homenaje a Alberto Lagos. Seleccionados del premio Bienal Alberto Lagos muestran esculturas en su homenaje (1970), entre otros textos. Su acervo bibliográfico es de más de 1520 libros. Su temática principal es literatura, arte y política.

### Colección de obras deJorge Mario Bergoglio(1936-2025) y crítica literaria
A partir de marzo de 2021, se estipula que el material sobre Jorge Mario Bergoglio, papa Francisco desde el 13 de marzo de 2013, se ingrese como una colección especial, incluyendo obras de su autoría y de crítica literaria. Es el primer papa jesuita y primero del hemisferio sur.
Antes de entrar en el seminario como novicio de la Compañía de Jesús, trabajó una temporada como técnico químico. Entre 1964 y 1965, fue profesor de Literatura y Psicología en el Colegio de la Inmaculada Concepción de Santa Fe, una escuela jesuita. En 1969 fue ordenado sacerdote y, entre los años 1973 y 1979, fue el superior provincial de los jesuitas en Argentina. Entre 1980 y 1986, fue rector del Colegio Máximo y de la Facultad de Filosofía y Teología del Partido de San Miguel. Luego de un breve paso por Alemania y por Buenos Aires, se estableció en la provincia argentina de Córdoba durante seis años.
Su espiritualidad y carácter llamaron la atención del cardenal Antonio Quarracino y, el 20 de mayo de 1992, Juan Pablo II designó a Bergoglio obispo titular de la diócesis de Oca y uno de los cuatro obispos auxiliares de la arquidiócesis de Buenos Aires. Luego de desempeñarse como vicario general de Quarracino, el 3 de junio de 1997 fue designado arzobispo coadjutor de Buenos Aires con derecho a sucesión, por lo que ocupó el cargo de su mentor en el episcopado tras su muerte, el 28 de febrero de 1998, convirtiéndose también en el gran canciller de la Universidad Católica Argentina.
Bergoglio fue, además, presidente de la Conferencia Episcopal Argentina durante dos períodos consecutivos, desde noviembre de 2005 hasta noviembre de 2011.

### ColecciónThomas Falkner(1707?-1784)
A partir de febrero de 2021, se estipula que el material publicado por el Instituto Thomas Falkner con títulos de su autoría o sobre su biografía, se ingrese como una colección especial.
Thomas Falkner sj nació en Mánchester. Se entrenó como médico en Londres y viajó al Río de la Plata como cirujano de un barco de esclavos (1729-1730).
En tierras americanas se convirtió al catolicismo y entró en la Compañía de Jesús en 1732. Hizo su noviciado y sus estudios de Filosofía y Teología en Córdoba, siendo ordenado sacerdote en 1739. Trabajó como misionero y como médico en Córdoba y Buenos Aires (entre otras tareas, fundó la misión de Nuestra Señora del Pilar con nativos pampa en Laguna de los Padres). Después pasó unos años en la estancia del Colegio de Santa Fe en Carcarañá y luego regresó a Córdoba, donde continuó desempeñándose como médico (es posible que haya participado en la creación de una cátedra de matemáticas en la universidad).
En 1769, con motivo de la expulsión de los jesuitas, regresó a Inglaterra. Allí dictó su Descripción de la Patagonia y partes adyacentes, publicado en 1774. Este libro fue la primera descripción inteligente (geográfica, etnográfica y de historia natural) de gran parte del territorio de la futura Argentina y una fuente autorizada utilizada por reconocidos naturalistas como Charles Darwin y Alcide d'Orbigny.

### ArchivoJuan Carlos Scannone(1931-2019)
Desde julio de 2021, la Biblioteca Jean Sonet sj alberga la colección personal de Juan Carlos Scannone sj, que está integrada por libros, revistas de su autoría y la crítica literaria de su obra, además de notas, manuscritos, cartas, etcétera, que pasan a formar parte del archivo, integrando la colección de la Biblioteca del Colegio Máximo de San Miguel. Su temática principal es teología de la liberación y filosofía latinoamericana.
Scannone fue un teólogo jesuita y profesor de la Facultad de Filosofía y Teología en el Colegio Máximo de San Miguel. Fue fundador, junto con otros filósofos y sociólogos argentinos, del movimiento llamado filosofía de la liberación. Además, se desempeñó como colaborador permanente de La Civiltà Cattolica, un periódico italiano de la Compañía de Jesús.
Doctor en Filosofía por la Universidad de Múnich y licenciado en Teología por la Universidad de Innsbruck, fue presidente del Área San Miguel de la Universidad del Salvador, dos veces decano de la Facultad de Filosofía, además de profesor emérito y director del Instituto de Investigaciones Filosóficas. También fue profesor invitado en las siguientes universidades, entre otras: Universidad de Fráncfort, Universidad de Salzburgo, Universidad de Viena, Pontificia Universidad Gregoriana (Roma), Universidad Iberoamericana (México), Universidad Alberto Hurtado (Santiago de Chile), Escuela de Filosofía de Múnich (Múnich). Fue miembro de la Academia Europea de Ciencias, asesor de los departamentos Justicia y Solidaridad y Cultura y Educación, así como de la Escuela Social del Consejo Episcopal Latinoamericano (CELAM). Participó en varios equipos de investigación y fue autor de más de catorce libros, coautor y editor de más de veintitrés, y autor de más de ciento cincuenta artículos.
Manuscritos conservados:
- Hológrafos.
- Impresos.
- Mecanografiados.
- Digitales.
Otros documentos disponibles:
- Correspondencia.
- Notas varias.
- Artículos periodísticos.
- Libros.
- Biblioteca personal.
Volumen: Cincuenta (50) cajas de apuntes, notas y manuscritos, y 370 documentos aproximadamente (entre libros, revistas y separatas).
Cobertura temporal: De 1948 a 2019. Colección abierta.
Tratamiento documental: Fondo. Documentos parcialmente relevados.

### ArchivoOsvaldo Rafael Pol(1935-2016)
Desde 2019, la Biblioteca Jean Sonet sj alberga la colección personal de Osvaldo Rafael Pol sj, que está integrada por libros, revistas de su autoría y la crítica literaria de su obra, además de notas, manuscritos, cartas, etcétera, que pasan a formar parte del archivo, integrando la colección de la Biblioteca del Colegio Máximo de San Miguel.
Osvaldo Pol, sacerdote jesuita, nació en Tancacha, Córdoba, Argentina en septiembre de 1935. Fue Licenciado en Filosofía. Durante más de 40 años se desempeñó como profesor en la Universidad Católica de Córdoba en asignaturas de su especialidad, especialmente Ética y Estética. Fue Director del Departamento de Formación Teológica y Asesor Pastoral, actividad que desarrolló hasta sus últimos días.
El Padre Pol, como lo llamaban y lo reconocían, era poeta y bibliotecario. La editorial Cármina publicó sus primeros cuatro libros de poemas (Después de las murallas, 1966; Vibraciones, 1970; Los bordes de la herida, 1978; Sustancia y accidentes, 1983). Después, siguieron, entre otros: De destierros y moradas (Diego de Torres, Buenos Aires, 1981; reeditado en 2004 por Consudec y Fundación Puerto de Palos), Homenaje (Taladriz, Buenos Aires, 1981; reeditado en Córdoba, por el sello Del Fundador, 1997), Situación y criba. Antología y nuevos poemas (Universidad Nacional de Córdoba, 1990), Poesie (Centro Internazionale della Grafica, Venezia, 1993), , El tema de Dios en la poesía de Borges (EDUCC, 2014).
Su nombre aparece en la Antología mínima de la poesía de Córdoba (Dirección General de Historia, Letras y Ciencias, 1975), en la Antología de la poesía argentina, que seleccionó Raúl Gustavo Aguirre (Fausto, 1979), en la antología al cuidado de Lidia Vinciguerra, Poesía argentina de fin de siglo (Vinciguerra, 1996), en Hombre y Dios: cien años de poesía hispanoamericana (1900-1995) (BAC, Madrid, 1996), entre otras.
Sus colaboraciones han aparecido en diarios y revistas especializados y ha compartido su producción crítica en varias universidades argentinas y del extranjero. Numerosos críticos se han ocupado de su obra.
Compartió alojamiento en Córdoba, en la Residencia Mayor de la Compañía de Jesús, con el entonces obispo auxiliar de Buenos Aires, Jorge Bergoglio, luego Papa Francisco, en la etapa tras su cargo como provincial de la Compañía de Jesús, entre 1990 y 1992, lo que algunos consideran una etapa de "exilio" fundamental para el desarrollo espiritual de Bergoglio y como líder religioso. Vivió en la Residencia Mayor de la Compañía más de 50 años.  Falleció en Córdoba, el 19 de setiembre de 2016.
Manuscritos conservados:
- Hológrafos
- Impresos
- Mecanografiados
Otros documentos disponibles:
- Correspondencia
- Notas varias
- Artículos periodísticos
- Libros
- Biblioteca personal
Volumen: 10 cajas de apuntes, notas, manuscritos (42x32x26 cm). Además de libros de libros de su autoría y crítica literaria. 4 metros lineales.
Cobertura temporal: 1935-2016. Colección abierta.
Tratamiento documental: Fondo. Inventario de unidades de conservación.
Descripción de los manuscritos:
- Existe inventario de unidades de conservación digital
- Existe catálogo digital
Acceso a manuscritos: Investigadores/as acreditados/as.
Condiciones para su consulta
-Colección de libros y revistas: préstamo a domicilio.
-Acceso al material de Archivo:
Consulta en “Sala de Lectura”. Basada en las disposiciones del "Reglamento para la consulta de fondos antiguos y valiosos" que regula las acreditaciones de investigadores/as y sus derechos y obligaciones relativas al acceso y servicios del Sistema de Bibliotecas de la Universidad Católica de Córdoba.
Requisitos: La persona interesada en consultar el archivo deberán acreditarse como investigador/a, reunir las condiciones para ello y solicitar la acreditación a la Dirección del Sistema de Bibliotecas, adjuntando la documentación necesaria a través del formulario correspondiente.

### Biblioteca del Colegio de la Inmaculada Concepción de Santa Fe (BCI-Santa Fe)
En marzo de 2011, el UCCb recibió en donación de la Biblioteca del Colegio de la Inmaculada Concepción de Santa Fe, por iniciativa del Padre Miguel A. Petty sj, 3560 títulos de libros y revistas, principalmente publicados entre 1800 y 1998.
La historia del colegio nace con la necesidad de «abrir puertas a la tierra» que llevó a Juan de Garay a fundar la ciudad de Santa Fe en 1573. Tiempo después, a este pobre caserío junto al río, llegaron los padres jesuitas para levantar, desde 1610, su templo y colegio junto a la plaza principal. Allí impartirán la enseñanza elemental y superior, en medio de penurias y limitaciones que harán dudar sobre la supervivencia de la comunidad. Con la expulsión de la Compañía de Jesús, en 1767, se cierra el colegio y el templo es encargado a los padres mercedarios. Tras los duros años de la emancipación y luchas por la organización nacional, los gobernantes solicitan la presencia de los padres jesuitas en Santa Fe. El 9 de noviembre de 1862 se reabre el Colegio «bajo la advocación de la Concepción Inmaculada de Nuestra Señora», comenzando una etapa de expansión y reconocimientos. El Colegio de la Inmaculada Concepción fue el seno donde se gestaron trascendentes instituciones, luego emancipadas: desde 1869, en sus aulas se ponen en marcha los Estudios Superiores de Jurisprudencia, base de la Universidad Nacional del Litoral. Se destacó también la creación, gracias a la iniciativa en 1870 de Manuel Freixes sj, profesor de física y rector, de un Observatorio Meteorológico en las instalaciones del colegio, que sería de los primeros en la Argentina.
A partir de 2024, la colección se comenzó a catalogar y pasa a ubicarse junto a la colección BCMax. Actualmente, su contenido parcial puede ser consultado, a medida que se ingresa.